# Аеродром Берлин-Тегел
Аеродром „Ото Лилијентал” Берлин-Тегел је некадашњи међународни аеродром Берлина, смештен свега 8 km северозападно од средишта града. Ово је био и главни аеродром некадашњег Западног Берлина, док је мањи Аеродром Берлин-Шенефелд, данас махом намењен за нискотарфне и чартер летове, био то за Источни Берлин.
Тегелски аеродром је четврта по значају ваздушна лука у Немачкој - 2018. године кроз аеродром Тегел је прошло више од 22 милиона путника.
Са, аеродром је авио-чвориште за још неколико авио-компанија: „Изиџет”, „Јуровингс” и „Рајанер”.
Због близине града и ограничења у даљем ширењу аеродром Тегел је планиран за затварање пошто се отвори новог главни градски аеродром, Аеродром Берлин-Бранденбург, јужно од града.